# Alex Maguire
Alex Maguire (* 6. Januar 1959 in London) ist ein britischer Musiktherapeut und Pianist des Modern Jazz und der freien Improvisationsmusik.

## Leben und Wirken
Nach seinem Studium bei Howard Riley an der University of London gründete er mit Steve Noble den Ping Pong Club, der mit Evan Parker, Phil Minton und Paul Rutherford und Tänzerinnen wie Kathie Duck zusammenarbeitete. Weiterhin trat er mit Roswell Rudd, Han Bennink, Paul Dunmall, Derek Bailey und Tony Oxley auf und war für mehrere Theatergruppen und das Tanzprojekt Group O als musikalischer Leiter tätig.
Mit Michael Moore, Ernst Reijseger und Michael Vatcher spielte er 1992 das Album Neglige ein. Er gründete seine eigene Cat o’ Nine Tails und arbeitete mit Elton Dean in verschiedenen Projekten (wie Newsense, Headless). Weiter spielte er mit Pip Pyles Bash und war der Keyboarder der reformierten Hatfield and the North (2004–2006, mit Phil Miller, Richard Sinclair and Pip Pyle).
Mit Phil Miller, Fred T. Baker und Mark Fletcher gründete er InCaHat, mit der er das Repertoire mehrerer Gruppen der Canterbury-Szene aufführt. Außerdem ist er regelmäßig mit Sean Bergin zu hören.
Das brasilianische Magazin Tribuna wählte ihn zu einem der besten Keyboarder des Jahres 2008.

## Diskographische Hinweise
- Psychic Warrior (mit Elton Dean, Fred T. Baker, Liam Genockey (2003))
- Brewed in Belgium (2007)
- Martin Speake & Alex Maguire: Feathers (2019)

## Lexigraphische Erwähnung
- Ian Carr, Digby Fairweather, Brian Priestley: Rough Guide Jazz. Der ultimative Führer zur Jazzmusik. 1700 Künstler und Bands von den Anfängen bis heute. Metzler, Stuttgart/Weimar 1999, ISBN 3-476-01584-X.